# Пе (вірменська літера)
Պ, պ (пе, вірм. պե) — двадцять шоста літера вірменської абетки. 
В класичній вірменській мові позначає звук /p/. У східному діалекті — /p'/, у західному — /b/.
Числове значення — 800. 
В Юнікоді має такі коди: U+0549 для Պ, U+0579 для պ. В інших типах кодування відсутня.
| Вірменська абетка | Вірменська абетка |
| --- | ----------------- |
| Ա · Բ · Գ · Դ · Ե · Զ · Է · Ը · Թ · Ժ · Ի · Լ · Խ · Ծ · Կ · Հ · Ձ · Ղ Ճ · Մ · Յ · Ն · Շ · Ո · Չ · Պ · Ջ · Ռ · Ս · Վ · Տ · Ր · Ց · Ւ · Փ · [[Ке (вірменська літера)\|АплКо |                   |